# 잘로몬 교향곡
잘로몬 교향곡 또는 잘로몬 교향곡집은 요제프 하이든이 1791년부터 1792년까지 작곡한 교향곡을 부르는 이름이다. 제1기 런던 교향곡이라고 부른다.

## 개요

### 하이든의 영국 방문 경위
하이든이 악장으로 일하던 니콜라우스 요제프 에스테르하지 후작이 사망한 것은 1790년 9월 28일이었다. 새 영주 안톤 후작은 음악에 대하여 아버지(에스테르하지 후작)만큼의 애착이 없었기 때문에, 하이든과 몇몇 소수의 음악가만 남기고는 악단을 해체시켰다. 안톤 후작은 선친의 유언에 따라 하이든에게 지급하기로 했던 연금을 증액해 주기는 했으나 악단 해산과 더불어 사실상 후작가(家)에서의 악장의 지위는 유명무실하게 되었으므로, 하이든은 30년 동안 근무했던 후작가를 떠나 빈으로 가게 되었다. 하이든이 안톤 후작가를 떠난다는 소문에 후작가의 친적인 프레스부르크가(家)와 하이든과 가까이 지내던 나폴리 왕 페르디난도 4세 등은 하이든을 자신들의 악장으로 맞으려 했다. 그러나 30년 동안의 궁정 생활에 피로했을 뿐 아니라 에스테르하지가의 악장 직위도 아직 가지고 있던 하이든으로서는 이 두 집안의 초빙에 마음이 움직이지 않았다. 마침 그때 독일 여행 중이던 요한 페터 잘로몬(Johann Peter Salomon, 1745~1815)은 빈에서 하이든을 만나 하이든에게 런던으로 갈 것을 종용하였다. 이때 잘로몬이 하이든에게 내세운 조건은 다음과 같은 내용이었다고 한다.
즉, 신작 오페라와 12곡의 새로운 교향곡(단, 잘로몬을 위한 신작뿐만 아니라 그 때까지 런던에 알려지지 않은 교향곡을 포함해서 12곡)에 대해서 각각 300파운드, 이 교향곡의 지휘에 대해서 120파운드, 판권 200파운드, 교향곡 이외의 작품 20곡에 대해서 200파운드, 기타 자선 연주회의 보수가 200파운드였다. 잘로문은 1745년 본에서 태어난 유명한 바이올리니스트였고, 그뿐 아니라 베토벤 일가와 같은 집에서 살았다는 기이한 인연이 있는 인물이다. 1781년 런던에 건너가, 만하임에서 온 바이올리니스트인 W. 그라머가 지휘하는 프로페셔널 콘서트에 대항해 1786년에 잘로몬 콘서트라는 정기 연주회를 열기 시작했다. 잘로몬은 이전부터 열렬한 하이든 숭배자였으며 하이든의 도움을 기재하고 있었는데, 하이든을 초빙함으로써 그 염원이 이루어진 것이다. 프로페셔널 콘서트는 1783년에 창설된 정기 연주회로서, 그 창설자의 하나인 아빙돈 경은 하이든을 지휘자로 초빙하려 했으나 에스테르하지 후작의 양해를 얻지 못하여 대신 크라머를 초빙했다. 앞에서도 말했듯이 프로페셔넬 콘서트와 잘로몬 콘서트는 창설 경위로 보아 대립을 피할 수 없었는데, 하이든의 런던 도착으로 이 대립은 점점 격렬해졌다. 프로페셔널 콘서트의 지지자들에게 하이든은 너무나 강적으로 생작되었다. 하이든이 런던의 사교계에서 호의적으로 받아들여지자, 그들은 하이든을 비방하는 기사를 신문에 발표하는 등 하이든과 잘로몬에게 싸움을 겅러왔다. 한편 음악가들은 두 파로 갈라져 있다고 해도 서로의 장점을 인정하였다. 크라머는 종종 하이든의 작품을 프로그램에 올렸고 잘로몬 역시 상대방 작곡가의 작품을 자주 연주했다고 한다. 또한 프로페셔널 측은 시즌 중의 초대권을 하이든에게 보내 경의를 표하기도 했다.

#### 작곡 시기
하이든이 자필악보에 기입한 작곡연대와 초연 날짜를 검토해 보면 다음과 같다. 이  6곡은 모두 런던에서 착수하여 완성된 것들이다.
| 번호 제96번 라장조 ‘기적’ 제95번 다단조 제93번 라장조 제94번 사장조 ‘기인’ 제98번 내림나장조 제97번 다장조 | 작곡연대 1791년 1792년 | 초연 1791년 3월 11일 1791년 4월 1일 (또는 4월 29일) 1792년 2월 17일 1792년 3월 2일 1792년 5월 3일(또는 5월 4일) |

이 6곡은 1791년 작곡 초연된 ‘96번’과 ‘95번’, 1791년에 작곡되고 그 다음해에 초연된 ‘93번’과 ‘94번’, 1792년에 작곡 초연된 ‘98번’과 ‘97번’의 세 그룹으로 나뉜다. 이 각 그룹의 두 곡 중 작곡 시일을 밝힐 수 있는 증거는 없지만, 런던 채재중의 사정으로 미루어 볼 때 초연이 빠른 작품이 완성도 빨랐을 것으로 생각된다.

### 1791년의 잘로몬 콘서트
1월 15일의 신문에는 2월 11일 금요일부터 시작하여 매주 금요일마다 12회의 연주회가 개최되고 매회 하이든이 신작을 발표하는 것으로 되어 있었으나, 실제는 예정보다 늦어져서 결국 제1회 연주회는 한 달이나 늦은 3월 11일에야 열렸다. 1791년 1월 2일 런던에 도척 후, 연주회가 개최될까지의 2개월간 하이든은 매우 바쁜 나날을 보냈다. 그는 도착하자마자 ‘96번’, ‘95번’에 착수했고, 2월에는 오페라 주제도 정해져서 그 창작에 몰두했다. (〈철학자의 생애〉라는 이 오페라는 런던에서는 상연되지 않았다.) 또한 각종 모임에 초대되어 얼굴을 내밀어야 했다. 1월 8일, 세인트 제임스에서 열린 영국 왕비의 탄생 축하 무도회에서 황태자는 누구보다 먼저 하이든에게 인사를 하여 참석자들이 모두 하이든 쪽을 돌아보았다고 하는데, 이 일은 런던 귀족 사회에서의 하이든의 지위를 하룻밤 사이에 결정적인 것으로 만들어 놓았다고 한다. 잘로몬 콘서트의 오케스트라는 에스테르하지가의 오케스트라보다 훨씬 규모가 큰 것으로서 약 40명으로 편성되었으며, 바이올린 16, 비올라4, 첼로3, 더블베이스4와 각기 2관 편성의 플루트, 오보에, 바순, 호른, 클라리넷과 팀파니로 편성되었다. 하노버 스퀘어에서 열린 연주회에서 잘로몬 전에 콜렐리 소유였던 바이올린의 명기 스트라디바리우스로 연주하여 악을 지냈고, 하이든은 하프스코드를 연주하면서 (또는 지휘대 위) 지휘했다.
이 연주회가 런던 사교계에 얼마나 큰 센세이션을 불러일으켰는가는 영국의 유명한 음악사가(音樂史家) 찰스 바니 박사의 ‘청중들은 광란이라고 할 정도로 너무나 열광적이었다.’라는 기록에서 충분히 느낄 수 있다. 이 연주회의 최대 하이라이트였던 하이든의 새로운 교향곡은 작곡가의 희망대로 2부의 첫 프로가 되었다. 이러한 관례는 3회의 잘로몬 콘서트에서 계속되었다. 이것은 늦게 온 청중도 침착하게 들을 수 있도록 한 하이든의 배려였다. 이 해 13회에 걸친 연주회에서는 다음과 같은 교향곡이 연주되었다.
제1회 3월 11일 교향곡 96번 라장조 (초연)
제2회 3월 18일. 교향곡 96번 재연, 현악4중주 1곡 (영국 초연, 이 곡은 1790년 작곡의 작품64로 불리며 이 날은 황태자도 참석했다.).
제3회 3월 25일. 교향곡 90번 다장조 (영국 초연), 칸타타 1곡.
제4회 4월 1일. 교향곡 95번 다단조의 초연이 닽으며 4월 29일 초연이라고 하나 확실하지 않다.
제5회 4월 8일. 교향곡 95번, 디베르티멘토 1곡 (영국 초연, 이것은 1790년 나폴리 페르디난도 4세 국왕을 위해 작곡된 ‘리라를 위한 노투르노’ 편곡).
제6회 4월 15일. 교향곡 96번 재연, 현악4중주 1곡 (영국 초연).
제7회 4월 29일. 교향곡 95번 (혹은 92번 이전의 교향곡 88번, 89번, 90번, 92번 중의 한 곡으로 생각됨).
제8회 5월 6일. 전회(前回)의 교향곡 재연, 현악4중주 1곡 (영국 초연).
제9회 5월 13일 교향곡 92번 이전의 교향곡 (영국 초연, 전회(前回)의 현악4중주 재연).
제10회 5월 20일. 교향곡 92번 이전의 교향곡 (영국 초연), 디베르티멘토 1곡(영국 초연).
제11회 5월 27일. 92번 이전의 교향곡 (영국 초연). 제6회 연주의 현악4중주 재연.
임시 연주회 5월 3일. 교향곡 2곡. 오라토리오 〈십자가 위의 일곱 가지 말씀〉 (영국 초연).
제12회 6월 3일. 제11회의 교향곡 재연.
또 그 사이인 5월 16일의 자선 연주회에서 교향곡 96번이 다시 한번(총 4회) 연주되었는데, 이 곡은 당시 영국인들의 취향에 맞았던 것 같다. 모든 연주회가 성공리에 끝났으모로 잘로몬은 다음 시즌도 하이든과 함께 연주회를 계속하겠다고 발표했다. 7월 초, 하이든은 음악박사학위를 받기 위해 잘로몬, 바니 박사와 함께 옥스포드 대학에 갔다. 학위 수여 기념 연주회는 6, 7, 8일의 3일동안 열렸다. 6일에는 ‘새로운’ 교향곡의 연주가 예정되어 있었으나 연습할 시간이 없어 다른 곡으로 바꾸었다. 7일에는 1789년에 작곡한 교향곡 92번 ‘옥스퍼드’가 선정되었다. 이 작품은 영국에 아직 알려지지 않은 곡이어서 영국인들에게는 ‘새로운’ 교향곡이었던 셈이다. 이 해 여름을 친지의 시골에서 보낸 하이든은 런던에 돌아오자마자(그해 여름부터 가울까지 ‘93번’과 ‘94번’을 작곡하였다.), 하이든의 이전의 제자인 I. J. 플레이엘이 프로페셔널 콘서트와 계약했다는 신문 보도를 보았다. 더구나 이 플레이엘이 쇠약한 하이든을 밀어낼 것이라는 악의에 찬 소문이 퍼졌으나 하이든과 플레이엘의 사제간의 사이는 원만했다고 한다. 사실 이것은 하이든의 일기장에서도 볼 수 있는 것이다.

### 1792년의 잘로몬 콘서트와 하이든의 귀국
2월 13일, 이 시즌 최초의 프로페셔널 콘서트 서두에서는 하이든의 교향곡이 연주되었다. 한편 2월 17일에 시작된 잘로몬 콘서트는 플레이엘의 교향곡으로 막을 올려 런던 음악 애호가들의 이목을 집중시킨 경연의 막이 올려진 셈이었다. 이 시즌에 연주된 하이든의 작품은 다음과 같다.
제1회 2월 17일. 교향곡 93번 라장조 (초연)
제2회 2월 24일. 교향곡 93번 (재연). 독창, 합창 관현악을 위한 〈태풍〉 (초연).
제3회 3월 2일 교향곡 98번 내림나장조 (초연)
제4회 3월 9일 교향곡 98번 (재연), 협주교향곡 내림나장조 (초연).
제5회 3월 16일. 지난 시즌에 연주했던 교향곡(95번이거나 90번, 92번인 것 같다), 현악4중주 1곡(64번인 듯, 영국 초연), 칸타타(아라아드네인 돗). 〈태풍〉 (재연). 오페라의 레치타티보와 아리아 (초연)
제6회 3월 23일. 교향곡 94번 사장조 (초연), 그 밖에 또 한 편의 교향곡.
제8회 4월 20일. 교향곡 94번 (재연0. 교향곡 93번 재연. 피아노 3중주 내림가장조 (영국 초연).
제9회 4월 27일. 교향곡 96번 (재연), 그 밖에 교향곡 1곡, 디베르티멘토 1곡 (영국 초연, 이것은 나폴리 왕을 위해 작곡된 작품의 편곡).
제10회 5월 4일. 교향곡 97번 다장조 (초연?), 그 밖의 또 한 편의 교향곡, 앞의 디베르티멘토 재연.
제11회 5월 11일. 교향곡 97번 (재연), 디베르티멘토 1곡 (영국 초연).
제12회 5월 18일. 교향곡 93번 (재연), 교향곡 95번 (재연, 92번 이전의 작품일지도 모른다), 디르티멘토 1곡 (영국 초연).
임시 연주회 6윌 6일. 2곡의 교향곡이 연주되었는데 어느 작품인지는 확실치 않다.
또 그 밖에도 5월 3일에는 하이든의 자선 연주회가 열렸는데 그때 교향곡 97번이 초연되었을 가능서이 있다. 하이든이 런던을 떠난 것이 언제인지는 분명치 않으나 6월 13일자 하이든의 편지에 ‘이 잘 말경 런던을 떠날 예정입나다’라고 써 잇는 것으로 보아 아마도 1792년 6월 말이 아닐까 생각된다. 돌아오는 길에는 프랑크푸르트, 본을 거쳐 빈으로 향했다. 본에서는 베토벤을 만나 22세의 젊은 베토벤을 격려했다. 베토벤은 이 해 11월에 빈으로 와서 하이든에게 사사하게 되었다. 1791년~1792년의 런던 신문에는 하이든이 영국에서 영주할지도 모른다는 기사가 실렸는데, 예상 밖의 성공으로 기분이 좋아진 하이든이 영국 영주를 결심했을 가능성도 크나. 그러나 빈으로 돌아와 이 결심은 사라졌다. 하이든은 만년의 거처를 빈 교외의 군펜도르프로 정했던 것이다.

## 목록
- 교향곡 93번 라장조 (1791년)
- 교향곡 94번 사장조 “놀람” (1791년)
- 교향곡 95번 다단조 (1791년)
- 교향곡 96번 라장조 “기적” (1791년)
- 교향곡 97번 다장조 (1792년)
- 교향곡 98번 내림나장조 (1792년)

## 참고 문헌
- 《작곡가별 명곡해설 라이브러리》 14권 '하이든' 〈음악지우사〉 (音樂世界)